# 새벽

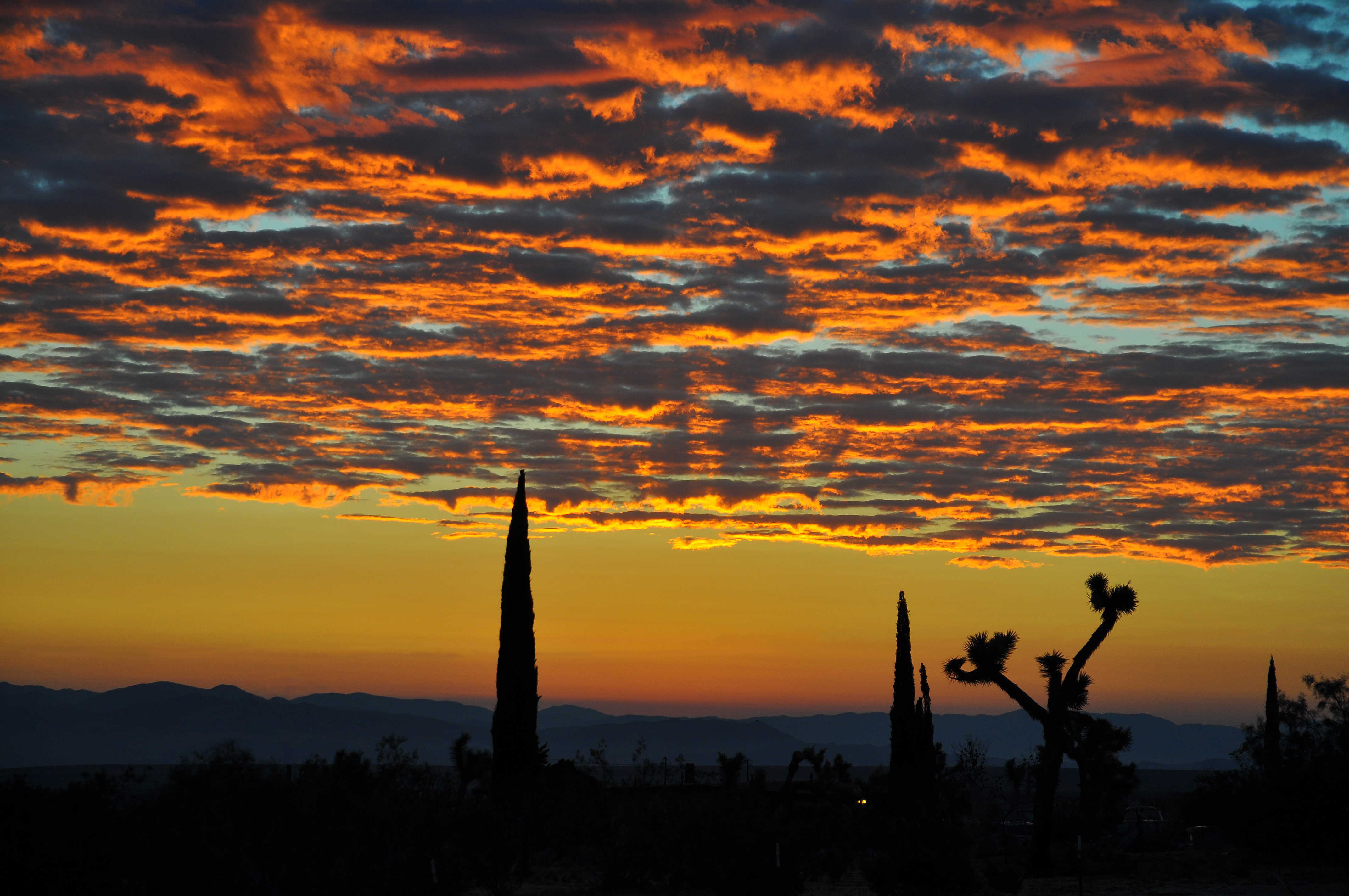
모하비 사막, 캘리포니아주의 늦여름 새벽

새벽은 때때로 아침 박명의 시작, 박명의 기간 또는 해돋이 시간으로 간주된다.

새벽은 해돋이 전의 박명이 시작되는 시간이다. 이것은 태양의 중심이 관측자의 지평선 아래 18°에 도달했을 때 지구의 대기에 레일리 산란되어 간접적인 햇빛이 나타나는 것으로 인식된다. 이 아침 박명 기간은 해돋이(태양의 상단이 지평선을 넘는 순간)까지 지속되며, 이때 낮의 직접적인 햇빛이 입자에 의한 빛 산란을 능가한다.

천문 박명, 항해 박명, 시민 박명은 해당 박명의 시작 시간으로 정의된다.

## 어원
"Dawn"은 고대 영어 동사 dagian, "낮이 되다"에서 유래했다.

## 새벽의 종류
새벽은 아침에 처음으로 밝음이 보이는 순간부터 시작하여 태양이 지평선을 넘을 때까지 지속된다. 아침 박명은 세 단계로 나뉘며, 이는 아침에 태양 중심의 각거리(지평선 아래 도 (각도))에 의해 결정된다. 이들은 천문 박명, 항해 박명, 시민 박명이다.

### 천문 박명

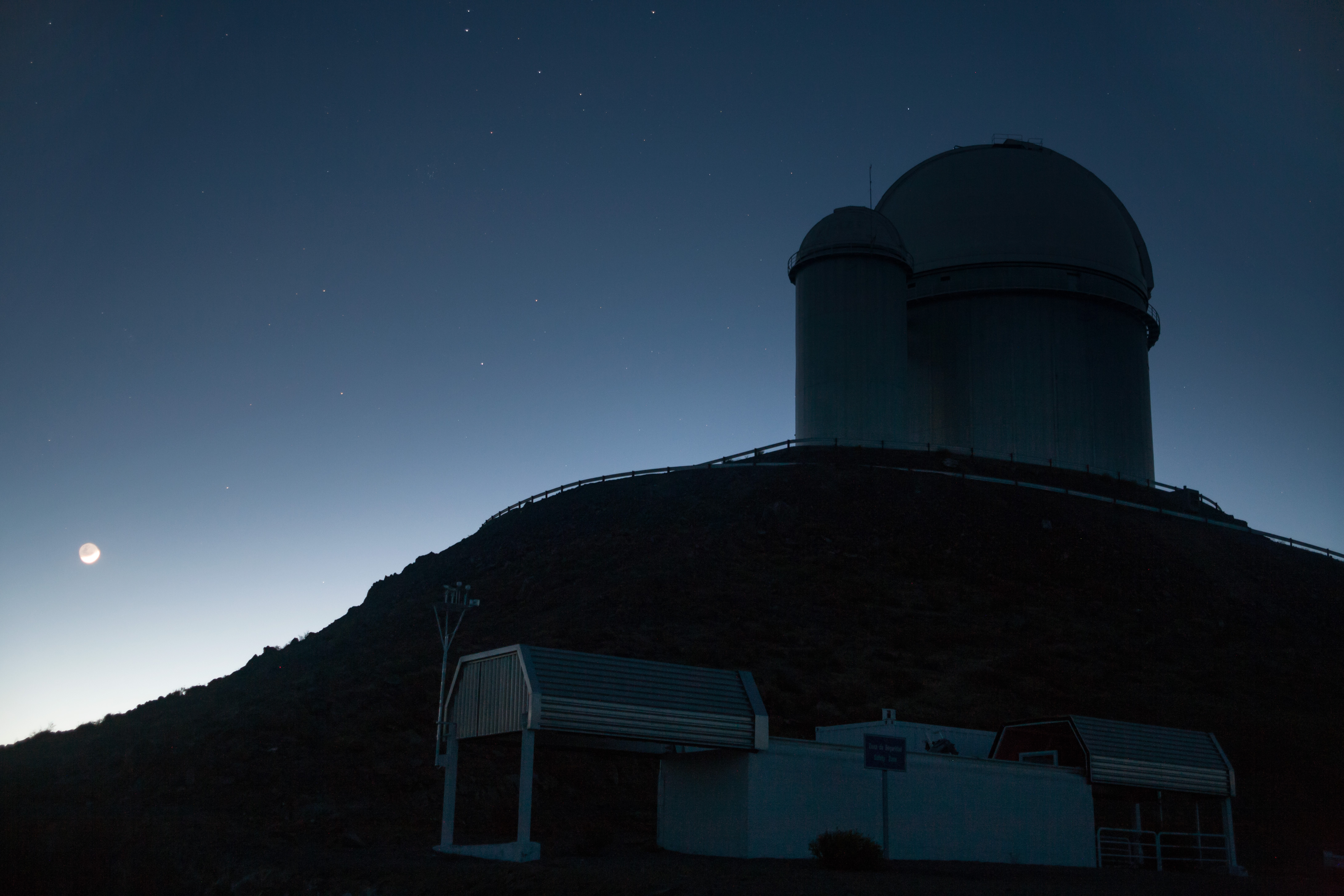
칠레의 라 시야 천문대의 새벽

천문 박명은 아침에 태양의 중심이 지평선 아래 18도에 도달할 때 시작된다. 천문 박명은 태양의 중심이 지평선 아래 12도에 도달할 때까지 즉시 이어진다. 이 시점에는 태양 광선의 아주 작은 부분이 하늘을 밝히고 희미한 별들이 사라지기 시작한다. 천문 박명은 종종 광공해가 있는 지역에서는 밤과 구별하기 어렵다. 천문 박명은 천문 박명의 시작을 알리며, 이는 항해 박명까지 지속된다.

### 항해 박명
항해 박명은 선원들이 바다에서 지평선을 구별할 수 있을 만큼 충분한 빛이 있지만, 하늘이 여전히 야외 활동을 하기에는 너무 어두울 때 시작된다. 이는 아침에 태양의 중심이 지평선 아래 12도에 도달할 때 시작된다. 항해 박명은 항해 박명의 시작을 알리며, 이는 시민 박명까지 지속된다.

### 시민 박명

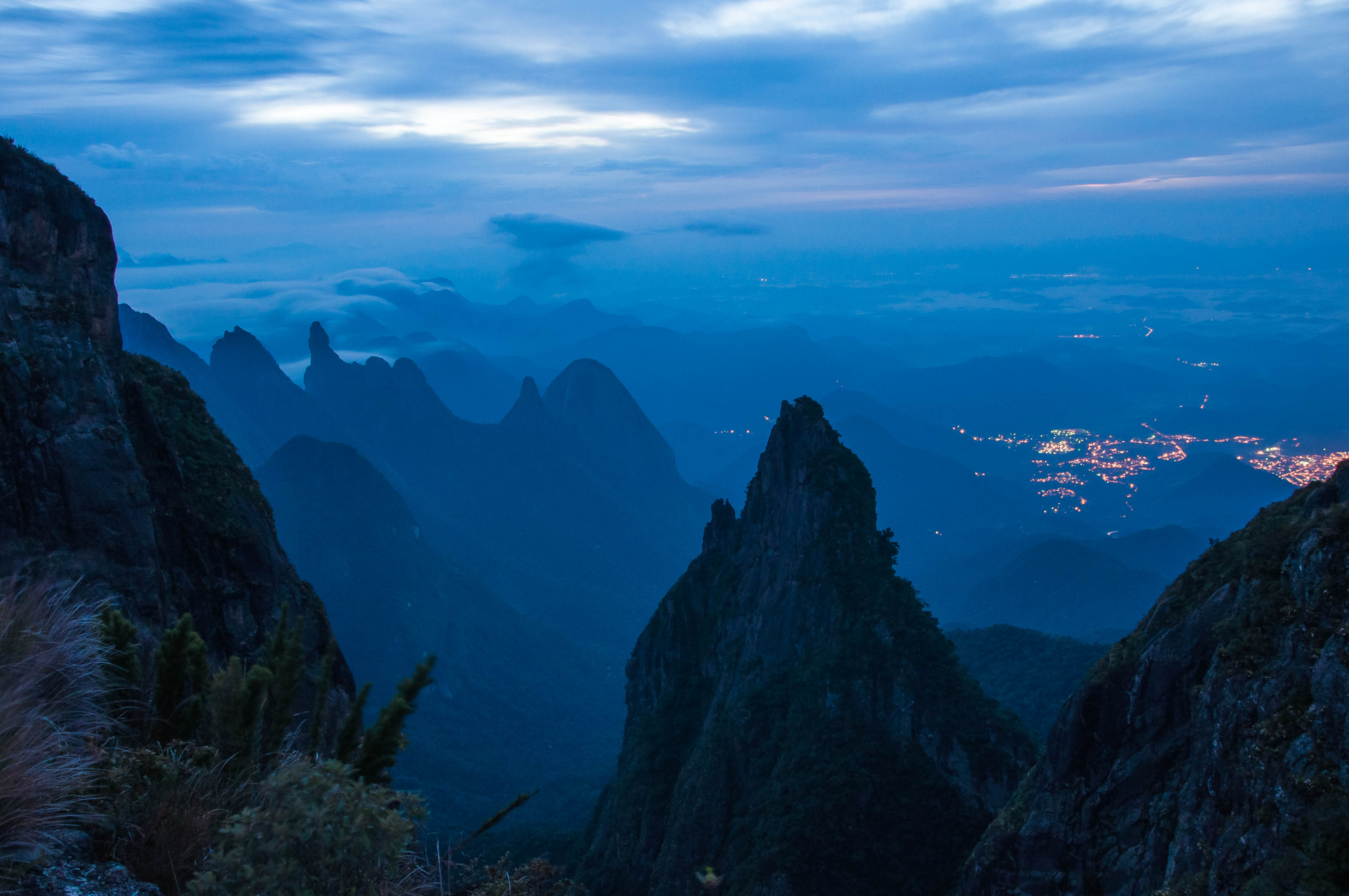
새벽의 리우데자네이루주에 있는 세라 도스 오르강스 국립공원

시민 박명은 대부분의 물체를 구별할 수 있을 만큼 충분한 빛이 있어 일부 야외 활동을 시작할 수 있을 때 시작된다. 이는 아침에 태양의 중심이 지평선 아래 6도에 있을 때 발생한다.
하늘이 맑으면 파란색을 띠고, 구름이나 안개가 있으면 청동색, 주황색, 노란색이 보인다. 금성과 목성과 같은 일부 밝은 항성과 행성은 시민 박명 시에도 육안으로 볼 수 있다. 이 순간은 시민 박명의 시작을 알리며, 이는 해돋이까지 지속된다.

## 위도의 영향
아침 박명의 지속 시간(즉, 천문 박명과 해돋이 사이)은 관측자의 위도에 따라 크게 달라진다. 적도에서는 70분 남짓이지만, 극지방에서는 여러 시간에 이른다.

### 적도
박명 기간은 적도에서 가장 짧은데, 이곳에서는 분점의 태양이 정동쪽에서 뜨고 정서쪽으로 지며, 지평선에 수직으로 떠오른다. 각 박명 단계(시민, 항해, 천문)는 단 24분밖에 지속되지 않는다. 지구 어디에서든 박명 기간은 분점 전후로 가장 짧고, 지점에는 가장 길다.

### 극지방
낮은 하지점에 가까워질수록 길어지고, 밤 (시간)은 동지점에 가까워질수록 길어진다. 이는 새벽과 황혼의 시간과 지속 시간에 잠재적인 영향을 미칠 수 있다. 이러한 효과는 극에 가까워질수록 더욱 두드러지는데, 극에서는 춘분에는 태양이 뜨고 추분에는 태양이 지며, 몇 주 동안 지속되는 긴 박명기가 있다.
극권(북극 또는 남극)은 하지점에 태양이 지지 않는 가장 낮은 위도로 정의된다. 따라서 극권의 각 반지름은 지구의 적도면과 황도면 사이의 각과 같다. 해넘이가 없는 이 기간은 극에 가까워질수록 길어진다.
약 60°34′ 이상의 위도에서는 여름밤이 시민 박명보다 더 어두워지지 않는다. 이 "밝은 밤" 기간은 고위도일수록 길어진다.
하지점 근처에서 약 54°34′ 이상의 위도에서는 항해 박명보다 더 어두워지지 않는다. "밤의 어둠"은 이 위도에서 크게 달라진다.

#### 예시
하지점 무렵, 북위 55°51′의 스코틀랜드 글래스고와 북위 55°40′의 덴마크 코펜하겐은 몇 시간 동안 "밤의 느낌"을 받는다. 북위 59°56′의 노르웨이 오슬로와 북위 59°19′의 스웨덴 스톡홀름은 태양이 지평선 아래에 있을 때 매우 밝게 보인다. 태양이 지평선 아래 9.0~9.5도에 도달하면(하지점에는 위도 57°30′~57°00′), 구름 없는 밤에도 천정이 어두워지고(보름달이 없는 경우), 하늘의 대다수에서 가장 밝은 별들이 선명하게 보인다.

## 신화와 종교
이슬람교에서 황도광은 거짓 새벽(Al-Fajr Al-Kadhib, 아랍어 الفجر الكاذب)으로 불리고, 천문 박명은 참 새벽(Al-Fajr As-Sadiq, 아랍어 الفجر الصادق)으로 불리며, 이는 하루의 첫 기도 시간이며 라마단 동안의 일일 금식 시작 시간이다.
많은 인도유럽 신화에는 남성 태양신과는 별개의 새벽의 여신이 있으며, 그녀의 이름은 원시 인도유럽어 *h2ausos-에서 유래하며, 그리스의 에오스, 로마의 아우로라, 인도의 우샤스가 여기에 해당한다. 또한 리투아니아의 아우슈리네와 아마도 게르만족의 *Austrōn- (여기서 부활절이라는 용어가 유래)도 관련이 있다.
수족 신화에서 안파오는 두 얼굴을 가진 존재이다.
힌두교의 새벽 신 우샤스는 여성인 반면, 수리야와 태양의 마차꾼인 아루나는 남성이다. 우샤스는 가장 저명한 리그베다 신 중 하나이다. 새벽 시간은 또한 브라흐마무후르타(브라흐마는 창조의 신이고 무후르타는 힌두교의 하루 시간 단위)라고도 불리며, 명상과 요가를 포함한 영적 활동을 수행하기에 이상적인 시간으로 간주된다. 인도의 일부 지역에서는 차트 축제 동안 우샤스와 프라티샤(황혼)를 태양과 함께 숭배한다.
성경의 예수는 종종 아침 새벽으로 상징되며, 예수께서 사흘 만에 부활하신 것도 아침에 일어났다. 프라임은 기독교 예전의 전통적인 법정 시간경 (성무일도)의 정해진 기도 시간으로, 낮의 첫 시간에 드려진다. 기독교에서 예수와 관련된 기독교 매장은 새벽 방향으로 이루어진다.
유대교에서 새벽(히브리어 알로스/알로트 하샤하르, 또는 알로스/알로트)을 계산하는 방법은 탈무드에 의해 제기되며, 이는 유대교 율법(예: 기도와 같은 특정 낮 계명의 가능한 시작 시간)에 많은 영향을 미친다. 탈무드의 간단한 해석은 새벽이 해돋이 72분 전에 일어난다는 것이다. 빌나 가온을 포함한 다른 이들은 탈무드의 새벽 시간대가 특히 메소포타미아의 춘분 날을 언급하며, 따라서 새벽은 태양이 지평선 아래 16.1도에 있을 때 매일 계산되어야 한다고 이해한다. 대부분의 세파르딤 유대인들 사이의 오랜 관행은 첫 번째 의견을 따르는 반면, 많은 아슈케나짐 유대인들은 후자의 견해를 따른다.

## 예술에서

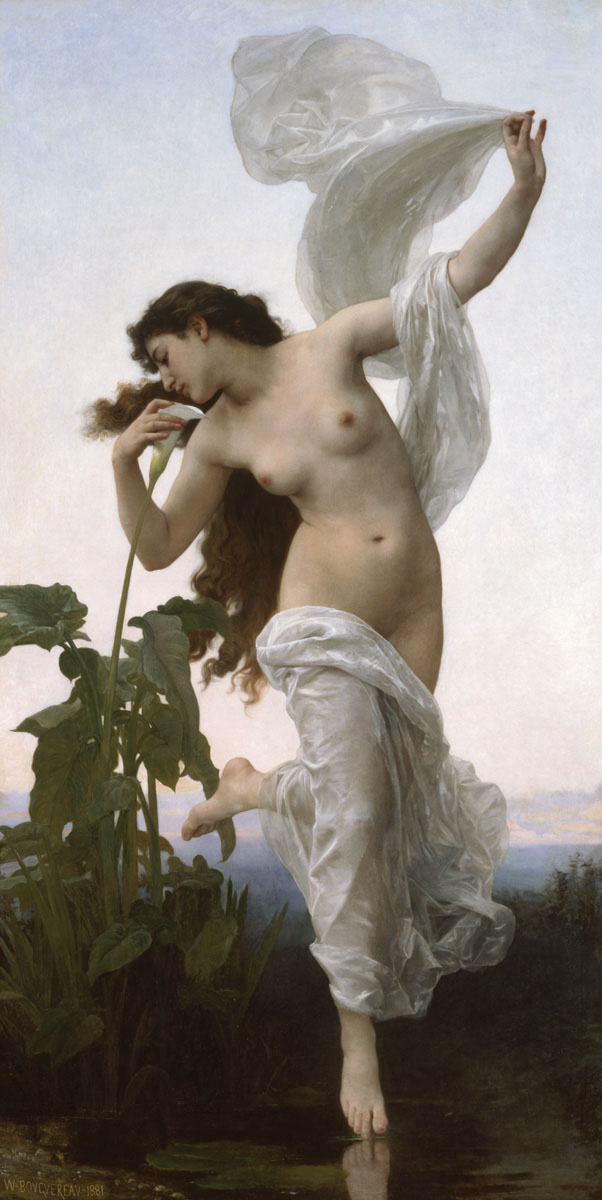
오로라 by 윌리암 아돌프 부그로, 1881년
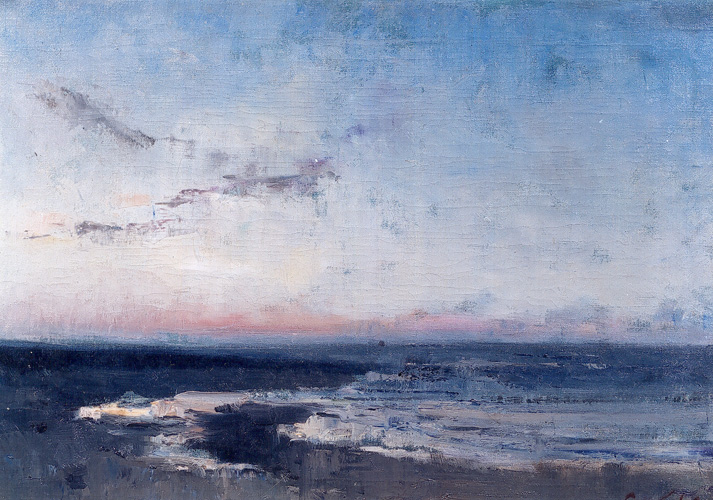
기욤 보겔스의 L'aurore, Mer du Nord, c. 1877년

## 문학에서
- 호메로스는 일리아스와 오디세이아에서 "장밋빛 손가락의 새벽"이라는 상투적인 표현을 자주 사용한다.
- 오바드 (옥시타니아어 알바, 독일어 타겔리트)는 새벽에 헤어져야 하는 연인들에 대한 노래이다.
- Aurora Musis amica (새벽은 뮤즈의 친구이다)는 바르톨트 니후스의 Epigrammata Disticha Poetarum Latinorum, Veterum et Recentum, Nobiliora (1642)에 실려 있다.[12]
- 새벽, 로맹 롤랑이 쓴 장크리스토프 1권
- 새벽, 헨리 라이더 해거드가 쓴 소설, 1884년 출판
- "새벽", 루퍼트 브룩이 쓴 시로, 루퍼트 브룩의 시집에 실렸다.
- "새벽", 리처드 올딩턴이 쓴 시
- "새벽", 에밀리 디킨슨이 쓴 시
- "새벽", 프랜시스 레드위지가 쓴 시
- "새벽", 존 메이스필드가 쓴 시
- "새벽", 윌리엄 카를로스 윌리엄스가 쓴 시[13]
- 나는 새벽을 맞이한다: 시, 폴 로런스 던바가 쓴 시집, 1978년 1월 1일 애서늄 북스 출판
- "새벽", 폴 로런스 던바가 쓴 시집 『낮은 삶의 가사』에 실린 네 줄짜리 시로, 원래 1896년에 출판되었다. 이 시는 1913년에 출판된 그의 작품 전집인 『폴 로런스 던바의 완전 시집』에 다시 실렸다.

티 없는 흰옷을 입은 천사 하나
몸을 굽혀 잠든 밤에게 입 맞추니
밤은 붉게 물들어 깨어나고, 요정은 사라졌네.
사람들은 그 붉음을 보고 새벽이라 불렀으니.
-폴 로런스 던바의 새벽

## 같이 보기
- 아침
- 낮
- 저녁
- 밤
- 해돋이